# Santuario di Maria Santissima di Modena
Il santuario della Madonna di Modena è situato a fianco dello svincolo di uscita della tangenziale di Reggio Calabria per il quartiere di Modena. 

## Storia e opere
La sua esistenza è documentata già nel 1540, ma è assai probabile che risalga ad epoca più remota. Vi è custodita una delle più pregevoli raffigurazioni mariane della città, la Madonna di Modena, con angeli e con il Bambino, dipinto su tavola di cm. 153x103 forse del XIV secolo, di fattura bizantina e successivamente rimaneggiato nel XVII secolo. Il quadro è assai venerato dalla popolazione reggina che festeggia la Vergine nel mese di maggio di ogni anno.
Secondo la leggenda, l'effige proviene dall'Oriente. Sottratta ad un islamico da una fanciulla cristiana, sarebbe stata trasportata su di una nave che misteriosamente si fermò nel mare sottostante il santuario a Modena. Nel tempio si conserva una base di acquasantiera del 1540. Vi sono presenti recenti mosaici e vetrate, opere di un artista locale.